# توماس مور (كاتب أمريكي)
توماس مور (بالإنجليزية: Thomas Moore)‏ هو صحفي وعالم نفس وكاتب أمريكي، ولد في 8 أكتوبر 1940 في ديترويت في الولايات المتحدة.

## وصلات خارجية
- توماس مور على موقع ميوزك برينز (الإنجليزية)